# Tańcz, dziecinko, tańcz!
Tańcz, dziecinko, tańcz! (hindi Jhoom Barabar Jhoom, ang. Dance Baby Dance, inny tytuł: JBJ) – indyjska komedia miłosna z Abhishekiem Bachchanem i Preity Zintą w rolach głównych, i Bobby Deolem i Larą Dutta w rolach drugoplanowych. Reżyserem filmu, którego premiera miała miejsce w lecie 2007 roku, jest Shaad Ali, autor Ukochanej (2002) i Bunty i Babli (2005), a producentami Aditya Chopra i Yash Chopra (Yash Raj Films). W tytułowej piosence występuje ojciec Abhisheka Amitabh Bachchan.

## Fabuła
Londyn. Rikki Thurkul (Abhishek Bachchan) chwyta się różnych interesów. Sprzedaje pirackie kasety indyjskich filmów wyprodukowane w Pakistanie, handluje biletami na mecze, próbuje przemycać antyczne meble z Indii do Francji. Wiele z jego interesów kończy się niepowodzeniem. Często musi się opędzać od skarg zawiedzionych osób. W ciągłym ruchu, wciąż niezrażony, uśmiechnięty, lekkomyślny, beztroski. Jego życie nabiera znaczenia, gdy pewnego razu spotyka na londyńskim dworcu Waterloo Station czekającą na spóźniony pociąg Alvirę Khan (Preity Zinta). Rodzina Alviry pochodzi z Lahaur z Pakistanu, więc flirtując ze sobą odwołują się czasem do niezgody między ich narodami, Indiami i Pakistanem. Widząc z początku w Rikkim bezczelnego podrywacza Alvira mówi mu, że jest zaręczona, więc on też udaje czyjegoś narzeczonego. Czekając na pociąg i coraz bardziej ciesząc się swoją obecnością, opowiadają sobie zmyślone historie swoich miłości. Tuż przed przyjazdem spóźnionego pociągu, który dla nich oznacza rozstanie, Rikki pyta Alvirę „A co byłoby, gdybyśmy nie byli oboje zaręczeni?”. Alvira odpowiadając „Wojna” gasi nastrój nadziei. Rozchodzą się, ale już z przemienionymi sercami. Rikki zwierza się przyjacielowi z zachwytem opowiadając, jak wspaniałą dziewczynę poznał. Alvira, mimo że jako mała dziewczynka złożyła w kościele przysięgę, że nigdy nie poślubi ciemnego Hindusa, zakochuje się w Rikkim z Pendżabu. Szukają się i mijają. Dzwonią do siebie i udają, że nic dla siebie nie znaczą.

## Obsada
- Abhishek Bachchan – Rikki Thukral
- Preity Zinta – Alvira Khan
- Bobby Deol – Steve Singh/Satvinder Singh
- Lara Dutta – Anaida Raza/Laila
- Ameet Chana – Shahriyar
- Amitabh Bachchan – gościnnie
- Sanjeev Bhaskar – właściciel sklepiku na dworcu

## Muzyka i piosenki
Twóorcami muzyki jest trio Shankar-Ehsaan-Loy (Nigdy nie mów żegnaj, Gdyby jutra nie było, Don), a autorem tekstów piosenek Gulzar.
| Piosenkę            | śpiewają                                                 | czas trwania | przedstawiają na ekranie                                                   |
| ------------------- | -------------------------------------------------------- | ------------ | -------------------------------------------------------------------------- |
| Jhoom               | Shankar Mahadevan i Daler Mehndi                         | 5.21         | Amitabh Bachchan                                                           |
| Kiss Of Love        | Vishal Dadlani i Vasundhara Das                          | 5.05         | Bobby Deol i Preity Zinta                                                  |
| Ticket To Hollywood | Neeraj Shridhar i Alisha Chinai                          | 4.38         | Abhishek Bachchan i Lara Dutta                                             |
| JBJ                 | Zubeen, Shankar Mahadevan i Sunidhi Chauhan              | 4.22         | Abhishek Bachchan, Bobby Deol, Preity Zinta i Lara Dutta                   |
| Bol Na Halke Halke  | Rahat Fateh Ali Khan i Mahalaxmi Iyer                    | 4.54         | Abhishek Bachchan i Preity Zinta                                           |
| Jhoom Barabar Jhoom | KK, Sukhwinder Singh, Mahalaxmi Iyer i Shankar Mahadevan | 7.04         | Abhishek Bachchan, Bobby Deol, Preity Zinta, Lara Dutta i Amitabh Bachchan |
| Jhoom Jam           | instrumentalny utwór                                     | 3.50         |                                                                            |

## MotywyBollywoodu
- Akcja filmu dzieje się w dużej części na dworcu, podobnie jak w Nigdy nie mów żegnaj, tylko tym razem rzecz dzieje się w Londynie (podobnie jak akcja Namastey London, czy Czasem słońce, czasem deszcz, Cheeni Kum, Aksar, Dil Diya Hai). Możemy też oglądać Abhisheka na tle Paryża.
- Film w żartobliwy sposób uprawia propagandę godzenia zwaśnionych bratnich państw Indii i Pakistanu, podobnie jak w filmach Aa Ab Laut Chalen czy w dramatyczniejszej formie w Veer-Zaara i Jestem przy tobie.